# Quo vadis (rzeźba Davida Černego)

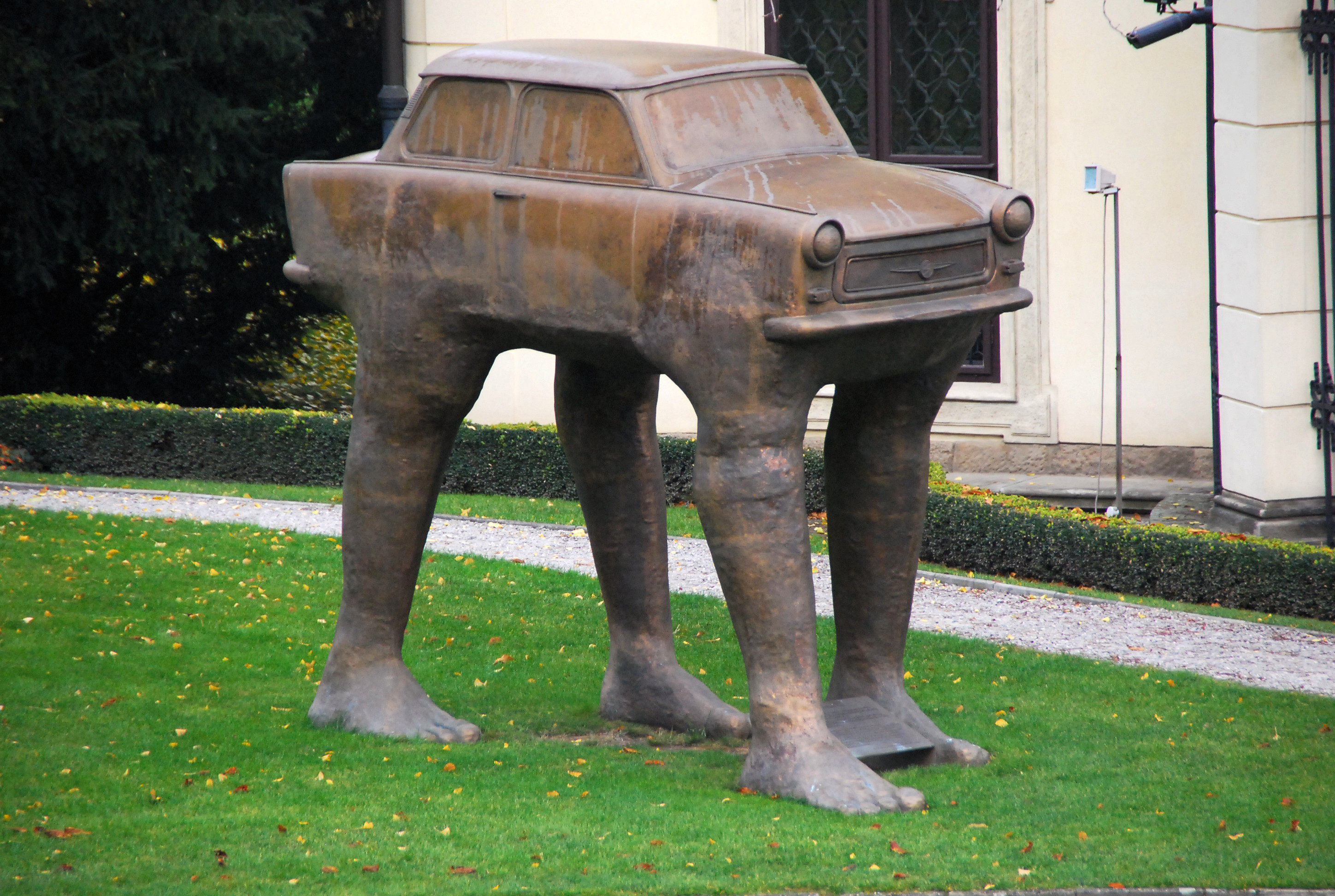
Widok ogólny

Quo vadis – rzeźba czeskiego artysty Davida Černego z 1990. 
Rzeźba, podobnie jak auto wykonana z tworzywa sztucznego (4,5 metra wysokości) przedstawia samochód Trabant produkcji NRD, kroczący na czterech masywnych ludzkich nogach. Był reakcją artysty na masowe ucieczki Niemców wschodnich z NRD do RFN w 1989, poprzez ambasadę tego drugiego państwa w Pradze (w Czechosłowacji komunizm obalono wcześniej niż w Niemczech). Podobne epizody rozgrywały się także w Warszawie, czy Bukareszcie. Wielu Niemców porzucało wtedy w okolicy placówek dyplomatycznych swoje wysłużone samochody, w tym Trabanty. Rzeźba stała początkowo na praskim Rynku Staromiejskim, a potem przeniesiono ją do Lipska. Brązowa kopia (2001) umieszczona jest w ogrodzie niemieckiej ambasady w Lobkovickým palácu na Malej Stranie w Pradze. Trabant miał też początkowo jądra pomiędzy tylnymi nogami (nieznany sprawca pomalował je pewnego razu na czerwono).